# Henry Martyn Baird
Henry Martyn Baird (Filadélfia, 17 de janeiro de 1832 — Nova Iorque, 11 de novembro de 1906) foi um historiador e educador norte-americano, mais conhecido como um historiador dos huguenotes.

## Biografia
Henry Martyn foi filho de Robert Baird (1798-1863), um pregador presbiteriano e escritor, que trabalhou tanto nos Estados Unidos, quanto na Europa pela causa da temperança.
Ele passou oito anos de sua juventude com seu pai em Paris e Genebra e em 1850 se formou na Universidade de Nova Iorque. Viveu depois dois anos na Itália e na Grécia, estudou no Seminário Teológico da União em Nova Iorque de 1853 a 1855 e em 1856 se formou no Seminário Teológico de Princeton. Foi um tutor por quatro anos no Colégio de Nova Jersey (atual Universidade de Princeton) e desde 1859 até sua morte foi professor de língua e literatura grega na Universidade de Nova Iorque.

## Obras
O seu trabalho sobre os huguenotes foi publicado em três partes, intituladas respectivamente: "História da Ascensão dos Huguenotes na França" (2 volumes, 1879); "Os Huguenotes e Henrique de Navarra" (2 volumes, 1886); "Os Huguenotes e a Revogação do Édito de Nantes" (2 vols, 1895), caracterizadas por detalhes, por um temperamento judicial e por uma erudição de alta ordem.
Publicou também "Grécia Moderna, uma Narrativa de uma Residência e Viagens nesse País" (1856); uma biografia de seu pai, "A Vida do Reverendo Robert Baird, D.D." (1866); e "Teodoro de Beza, o Conselheiro da Reforma francesa" (1899).